# Caltavuturo
Caltavuturo ist eine Stadt der Metropolitanstadt Palermo in der Region Sizilien in Italien mit 3430 Einwohnern (Stand 31. Dezember 2023).

## Lage und Daten
Caltavuturo liegt 80 km südöstlich von Palermo. Die Einwohner arbeiten hauptsächlich in der Landwirtschaft.
Die Nachbargemeinden sind Polizzi Generosa, Scillato und Sclafani Bagni.

## Geschichte
Seit dem 9. Jahrhundert sind hier Siedlungen bekannt. Der heutige Ort ist im 17. Jahrhundert entstanden und liegt südlich des alten Ortskerns.
Am 20. Januar 1893, während des Aufstands der Fasci siciliani, endete eine symbolische Landbesetzung, die sich gegen den Großgrundbesitzer Herzog von Ferrandina und die Gemeinde richtete, durch 500 Bauern in einem Massaker, als Soldaten und Carabinieri 13 Dorfbewohner töteten und 21 verwundeten.

## Sehenswürdigkeiten
Die Pfarrkirche wurde im 16. Jahrhundert erbaut und im 18. Jahrhundert stark verändert. Im Inneren befindet sich eine Statue der Heiligen Jungfrau. Die Kirche Santa Maria la Nuova enthält im Inneren Stuckarbeiten aus dem 18. Jahrhundert. Das Konvikt San Francesco hat einen mittelalterlichen Kreuzgang.